# Siegbert Horn
Siegbert Horn (född 11 maj 1950 i Hartmannsdorf nära Schönewalde i Brandenburg, död 9 augusti 2016) var en östtysk kanotist.
Han tog OS-guld i K-1 i slalom i samband med de olympiska kanottävlingarna 1972 i München.